# Svarttjärnen (Ådals-Lidens socken, Ångermanland, 704549-154666)
Svarttjärnen är en sjö i Sollefteå kommun i Ångermanland och ingår i Ångermanälvens huvudavrinningsområde.